# جيمس الكسندر برينان
جيمس الكسندر برينان (بالإنجليزية: James Alexander Brennan)‏ هو كاتب أغاني وملحن أمريكي، ولد في 18 نوفمبر 1885 في بوسطن في الولايات المتحدة، وتوفي في 24 أغسطس 1956 في ميدلبورو في الولايات المتحدة.